# JUSSI Jennersdorf/Fehring
Die Sportunion Jussi Jennersdorf/Fehring ist ein österreichischer Basketballverein mit Wurzeln im Burgenland sowie in der Steiermark. Die Mannschaften des Vereins tragen den Spitznamen „Blackbirds“. Die Herrenmannschaft tritt in der Zweiten Bundesliga an.

## Geschichte
Die Sportunion JUSSI Jennersdorf (die Abkürzung JUSSI steht für Jennersdorfer Union Schulsport Initiative) wurde am 15. Mai 2007 gegründet, Initiator war Karl Baldauf, der damit an die Basketball-Geschichte im südlichsten Bezirk des Burgenlandes anknüpfte, die zuvor insbesondere durch das hiesige Sportgymnasium geschrieben wurde. Der Verein schloss sich aufgrund der geografischen Lage basketballerisch der Steiermark an.
2011 stieg die Herrenmannschaft in die steirische Landesliga auf. Zur Saison 2012/13 verlegte der Verein seine Heimstätte in den Ort Fehring und änderte seinen Namen in Sportunion Jussi Jennersdorf/Fehring.
Nach dem Aus der Güssing Knights wechselten einige Spieler des vormaligen Bundesligisten zu JUSSI. Die Mannschaft trug ihre Heimspiele fortan im Aktiv Park Güssing aus. Unter der Leitung von Trainer Daniel Müllner gelang im Spieljahr 2016/17 der Gewinn des Landesmeistertitels und der Aufstieg in die 2. Bundesliga. Anfang 2018 gelang es, mit der Verpflichtung von Nationalspieler Sebastian Koch ein personelles Ausrufezeichen zu setzen. Die Saison 2017/18 wurde als Vizemeister der 2. Bundesliga abgeschlossen. Im April 2019 holte die Mannschaft von Trainer Müllner den Zweitligameistertitel (2:0-Siege gegen den UBC St. Pölten). Als bester Spieler der Finalserie wurde Jennersdorfs Philipp Horvath ausgezeichnet.